# Rue de Tourtille
La rue de Tourtille est une rue située dans le 20e arrondissement de Paris, en France.

## Situation et accès
Les premiers numéros de la rue bordent la place Alphonse-Allais qui se situe dans le prolongement des aménagements du parc de Belleville. La partie entre la rue Francis-Picabia et la rue Bisson a été entièrement réorganisée à la fin des années 1980 et laisse une large place au logement social. Le reste de la rue a été pour sa majeure partie conservé. Le tronçon entre la rue Lesage et la rue de Belleville a été aménagé en zone semi-piétonne.
Cette rue rencontre les voies suivantes :
- la rue Bisson
- la rue Ramponeau
- la rue Lesage

La rue de Tourtille est desservie par les lignes 2 et 11 à la station Belleville.

## Origine du nom
Cette voie est nommée d'après le nom du propriétaire des terrains, M. Tourtille-Segrain, sur lesquels elle a été ouverte. Il est l'associé de Bourgeois de Châteaublanc avec qui, en 1769, il obtient pour vingt ans la concession de l'éclairage de rues de Paris avec leur réverbère à huile.

## Historique
Cette voie de l'ancienne commune de Belleville, indiquée sur le plan de Roussel de 1730, est classée dans la voirie parisienne en vertu du décret du 23 mai 1863.
Le carrefour avec la rue Ramponeau a vu la dernière barricade de la Commune de 1871.

## Bâtiments remarquables et lieux de mémoire
- No 38 : l'école élémentaire Tourtille.
- No 39 : l'école maternelle Tourtille.

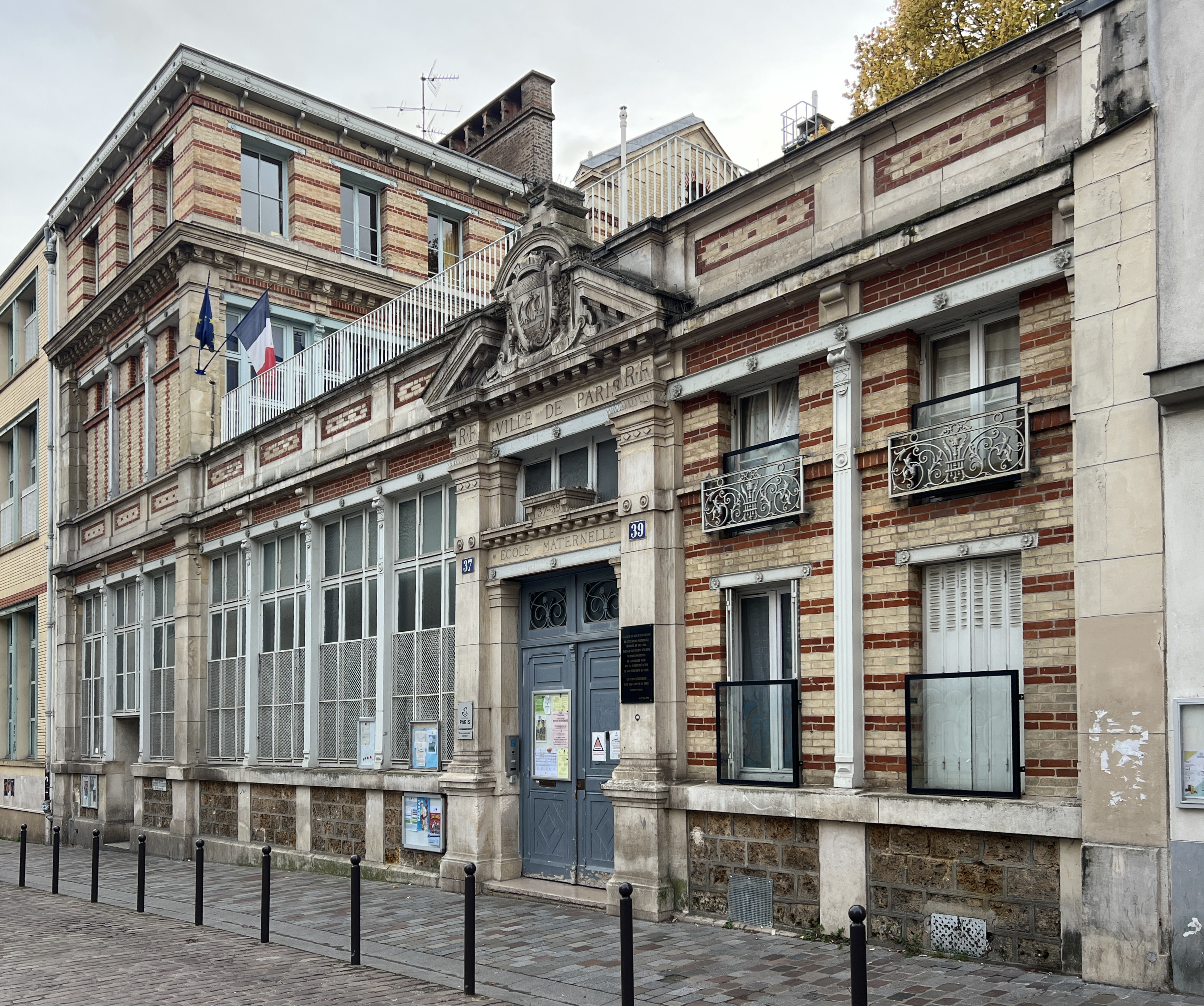
L'école maternelle.

### Sources
- Bernard Stéphane, Dictionnaires des noms de rues, Paris, Édition Mengès, 1977, 786 p.  (ISBN 2-8562-0454-6).